# Trichotosia aurea
Trichotosia aurea är en orkidéart som först beskrevs av Henry Nicholas Ridley, och fick sitt nu gällande namn av Cedric Errol Carr. Trichotosia aurea ingår i släktet Trichotosia och familjen orkidéer. Inga underarter finns listade i Catalogue of Life.